# Suffolk (Virginie)
Suffolk je město ve Virginii, ve Spojených státech amerických. V roce 2020 ve městě žilo přibližně 94 tisíc obyvatel. Nachází se v metropolitní oblasti Hampton Roads.
V roce 2021 se starostou města stal Mike Duman. Podle United States Census Bureau má město rozlohu 1 110 km², z toho 6,7 % tvoří vodní plochy.